# Lever
De lever (Grieks: hepar, Latijn: iecur) is een essentieel en veelzijdig orgaan bij gewervelde dieren en dus ook bij de mens. Ze speelt een belangrijke rol in het metabolisme. Door de vele soorten stofomzettingen die in de lever plaatsvinden, genereert de lever veel warmte die, als lichaamswarmte, door het bloed via de bloedbaan over het hele organisme wordt verspreid.
In het menselijk lichaam is de lever beveiligd door de onderste ribben van de borstkas, rechtsboven in de buikholte. Met een gewicht van anderhalve kilogram is het na de huid het zwaarste orgaan. Het is ook het actiefste en na de hersenen het veelzijdigste orgaan.

## Anatomie

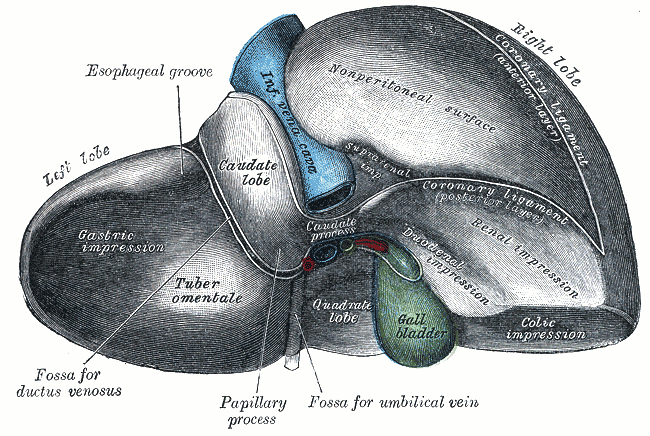
Lever vanaf de rugzijde

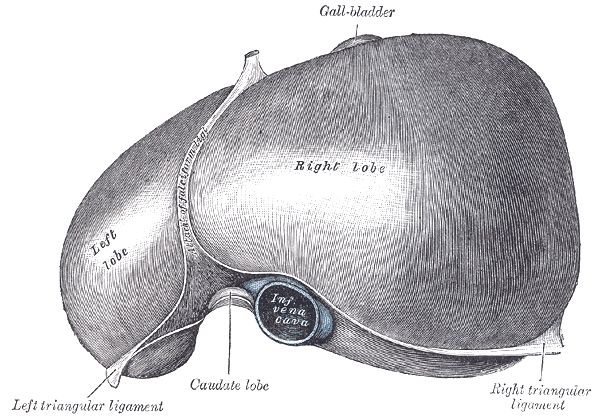
Lever vanaf de bovenzijde

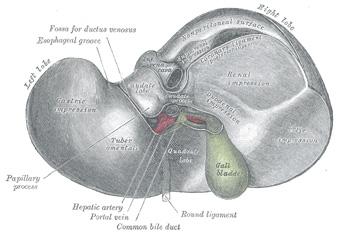
Lever vanaf de onderzijde

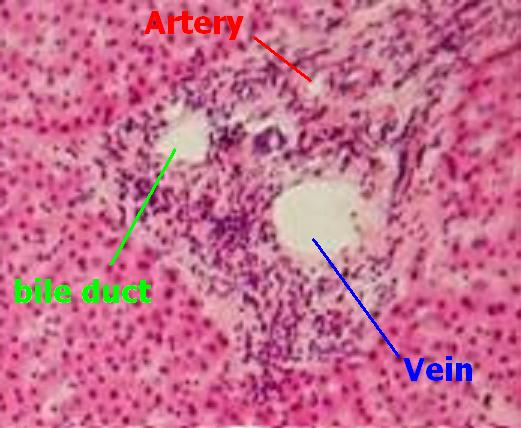
Leverweefsel (driehoekje van Kiernan) met slagader (arterie), poortader (portale vene) en galkanaal (ductus choledochus)

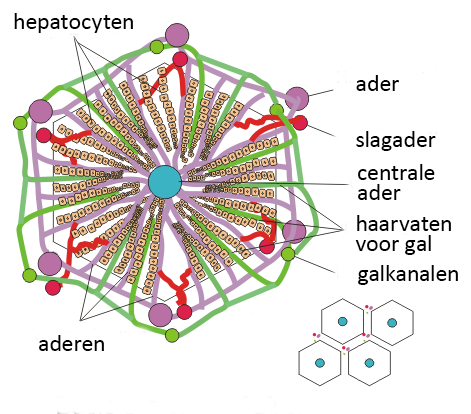
Structuur van lobulus hepatis, leverkwabje

### Traditionele anatomie

#### Peritoneale ligamenten
De lever is, behalve op de plek waar hij aan het diafragma vastzit, volledig bedekt door het buikvlies, een dun dubbellaags membraan dat wrijving met andere organen vermindert. Het buikvlies vouwt terug en vormt daarmee het ligamentum falciforme, het ligamentum hepato gastricum, het ligamentum triangulare dextrum en het ligamentum triangulare sinistrum.

#### Kwabben
In de traditionele anatomie wordt de lever verdeeld in vier kwabben, gebaseerd op oppervlaktekenmerken. Het ligamentum falciforme is zichtbaar aan de voorkant van de lever. Dit verdeelt de lever in een linker- en rechter leverkwab. Als de lever wordt omgedraaid om er vanaf de achterkant naar te kijken, zijn er twee extra kwabben tussen links en rechts te zien. Dit zijn de lobus caudatus (meer superieur gelegen) en daaronder de lobus quadratus.
De kwabben zijn van elkaar gesplitst door het ligamentum venosum en het ligamentum teres (alles wat mediaal van deze ligamenten ligt is de linkerkwab), de porta hepatis verdeelt de lobus caudatus van de lobus quadratus en de fossa sagittalis, waarover de vena cava inferior loopt, die deze twee kwabben van de rechterkwab scheidt.

#### Leversegmenten volgens Couinaud
In de leverchirurgie wordt de classificatie van de lever in acht leversegmenten volgens Couinaud gebruikt. Dit is een functionele onderverdeling volgens toevoer van bloed naar de verschillende delen van de lever. Nieuwer onderzoek laat zien, dat deze indeling niet opgaat omdat er meer aftakkingen van de vena porta, en daarmee segmenten, te vinden zijn.

### De functionele eenheid: leverkwabjes
De lever bestaat uit duizenden kleine celformaties, kwabjes (lobuli hepatis), van 1 millimeter doorsnede, die het bloed verwerken. Vertakkingen van poortader, leverslagader en galbuis liggen rondom ieder kwabje. Een centraal adertje voert bloed naar het hart. Ieder kwabje bevat gespecialiseerde cellen die alle chemische functies van de lever vervullen. Voedselrijk bloed uit de dunne darm komt het kwabje binnen vanuit de poortader. Dit wordt door de levercellen verwerkt terwijl het via kanaaltjes in de leversinusoïde naar het centrale adertje stroomt. Zuurstofarm en verwerkt bloed uit het kwabje stroomt uiteindelijk terug naar het hart. Gal dat door de levercellen is gemaakt, komt in kleine afvoerwegen die uitmonden in de galbuis.
De leverkwabjes worden bijeengehouden door een fijn, onregelmatig, fibroelastisch laagje bindweefsel dat ontstaat uit een fibreus kapsel. Dit stevige kapsel heet het kapsel van Glisson en bedekt de volledige lever, behalve ter hoogte van de leverhilus waar het als een bindweefselschede rond de vaten en de galwegen de lever binnendringt.

## Functies
De leverfuncties kunnen worden verdeeld in drie hoofdgroepen:
- metabole functie: de metabole functie van de lever is zeer breed en omvat bijvoorbeeld:
  - detoxificatie
  - eiwitstofwisseling
  - hormoonafbraak
  - koolhydraatstofwisseling
  - vetstofwisseling
- secretoire functie: de lever produceert gal en slaat een gedeelte ervan op in de galblaas
- vasculaire functie: de lever bevat een betrekkelijk groot bloeddepot en draagt bij aan de ontwikkeling van rode bloedcellen (erytropoëse)

De activiteiten van de lever leveren zoveel warmte op dat, via warmteafgifte van de lever aan het bloed, het hele lichaam op temperatuur wordt gehouden.
De lever zorgt voor de opbouw, opslag en afbraak van (energierijke) stoffen. Ook zorgt de lever voor de vorming van gal, een vloeistof die ervoor zorgt dat vetten en vetoplosbare vitamines uit de voeding worden gehaald en dat vetoplosbare stoffen het lichaam via de lever kunnen verlaten.
Daarnaast is de lever een reservoir voor verschillende stoffen:
- bloed
- energie, een noodvoorraad energie in de vorm van glycogeen
- ijzer
- koper
- vitamine A (1 à 2 jaar)
- vitamine B12 (1-3 jaar)
- vitamine D (1 tot 4 maanden)
- vitamine K

## Grondstoffen
De grondstoffen die de lever te verwerken krijgt, komen binnen via de poortader. Per minuut stroomt door die ader anderhalve liter bloed de lever binnen, vanuit de haarvaten rond de maag, de darmen, de milt en de alvleesklier. In dit bloed bevindt zich het in de spijsverteringsorganen verteerde voedsel: aminozuren uit de vertering van eiwitten, glucose uit de vertering van koolhydraten, vetzuren uit de vertering van vetten, vitamines, mineralen.

## Productie
De lever geeft de aminozuren af aan het bloed of bewerkt ze. Een gedeelte van de glucose en vetten slaat de lever zelf op; glucose wordt opgeslagen als glycogeen. Ook ijzer en vitamine A, B12 en D worden bewerkt en opgeslagen in bepaalde delen van de lever.
De lever maakt verschillende eiwitten aan die in het bloed een eigen functie vervullen; bijvoorbeeld fibrinogeen dat nodig is voor de bloedstolling (hemostase), en eiwitten die een taak hebben in de afweer. De lever produceert ook het eiwit albumine, dat dient om de "colloïd osmotische druk" tussen de verschillende (door haarvaten doorbloede) weefsels en de bloedbaan op peil te houden. Het bloed met het opgeloste albumine heeft een hogere osmotische waarde dan het vocht tussen de weefselcellen, waardoor het weefselvocht als het ware wordt opgezogen door het bloed in de haarvaten. Vanuit de haarvaten stroomt het bloed verder naar de aders.
Een andere belangrijke functie van de lever is het zuiveren van het bloed. Vanuit de stofwisseling in de verschillende lichaamsweefsels afkomstige afvalstoffen, moeten uit het bloed worden gefilterd, voordat het bloed terugkeert in de circulatie, richting de longen. In de milt, die aan de andere kant van de buikholte op dezelfde hoogte zit, worden stervende rode bloedcellen afgebroken. Bij dit proces komt het afvalproduct bilirubine vrij, dat door de milt in de bloedbaan geloosd wordt. De lever op haar beurt filtert dit eruit en scheidt dit, naast andere afvalstoffen zoals cholesterol, via een tussenstop in de galblaas, uit in de twaalfvingerige darm. Deze bilirubine geeft de ontlasting - als het chemische complex goed werkt - haar bruine kleur. Zijn die afvoerwegen verstopt (bijvoorbeeld door galstenen, die door het klonteren van de cholesterol in de gal kunnen ontstaan), dan ontbreken in de ontlasting ook die kleurstoffen en heeft de ontlasting weinig kleur. Iemand met een zieke lever krijgt al snel een donkergele huidskleur (deze zogeheten geelzucht is een bekend symptoom van een ontsteking of andere stoornis in het leversysteem) doordat de bilirubine zich ophoopt in het lichaam.
De lever produceert ook gal; per dag iets meer dan een halve liter. Die gal komt via de galblaas in de darmen, wat gebeurt als de maag zich gevuld heeft. Gal verandert de vetten in het voedsel in kleinere eenheden, waardoor voor enzymen een groter contactoppervlak ontstaat en de vertering sneller kan verlopen. Hierbij ontstaan vetzuren die dan via de darmen en het bloed weer in de lever terechtkomen, waar ze in de energievoorziening van het lichaam een rol spelen.

## Afbraak van schadelijke stoffen
Een groot deel van het tijdens de omzettingen van aminozuren in de lever ontstane ammoniak wordt direct omgezet tot ureum en afgegeven aan het bloed. De nieren scheiden dit dan weer uit.
De lever haalt daarnaast allerlei schadelijke en giftige stoffen uit het bloed.
Zo kan de lever een geneesmiddel deels of volledig onwerkzaam maken. Barbituraten (bepaalde slaapmiddelen) en sulfapreparaten worden door de lever uit het bloed gefilterd. Bij dosering van medicijnen wordt rekening gehouden met de 'ontgiftende' functie van de lever. En omgekeerd: wanneer de lever door ziekte of natuurlijke slijtage (ouderdom) niet goed meer functioneert, zullen medicijnen in lagere doses per keer gegeven moeten worden. Bovendien is er een genetische variatie in de mate waarin deze afbraak gebeurt.
Bij orale inname van geneesmiddelen gebeurt het volgende. Als een pil in de maag is gearriveerd valt ze langzaam uit elkaar. Daarna kan de werkzame stof oplossen. In de maag wordt er meestal weinig van opgenomen. Uiteindelijk wordt de stof deels of helemaal opgenomen in de dunne darm. In de darmcellen kan het geneesmiddel al deels worden gemetaboliseerd. Daarna gaat de stof via de poortader naar de lever.
De lever kan het geneesmiddel verwerken, dit heet biotransformatie. Biotransformatie is het omzetten van geneesmiddelen in metabolieten. De lever kan het geneesmiddel of metabolieten ervan via de gal in de dunne darm uitscheiden, waarna het bij de ontlasting komt. Soms wordt een geneesmiddel volledig onschadelijk gemaakt door omzetting of excretie in de gal. Dit heet het "first-pass-effect" (effect van eerste leverpassage).
De metaboliet kan zelf ook een werkzaam effect bezitten. Sommige geneesmiddelen zijn zo gemaakt dat de toegediende stof zelf niet werkzaam is, maar het effect bewerkstelligd wordt door de metaboliet.
Het overgebleven geneesmiddel (en eventueel metabolieten) komen dan via de vena cava inferior in het hart terecht, van waaruit het alle weefsels kan bereiken.
Soms wordt een medicijn ook per zetpil toegediend: het bloed uit de endeldarm (het laatste gedeelte van de dikke darm) gaat namelijk rechtstreeks naar het hart, het passeert niet eerst de lever.
Vanuit het hart komt een deel van het middel terug naar de lever, waar er weer een deel kan worden afgebroken of uitgescheiden in de gal. Zo daalt de concentratie van het geneesmiddel in het bloed. Sommige geneesmiddelen of metabolieten worden niet door de lever verwerkt, maar door de nieren uitgescheiden in de urine.

## Ziekte en beschadiging
De lever is uniek onder de andere organen, in die zin dat een beschadigde lever weer regenereert. Zo is het mogelijk om een gedeeltelijke lever te transplanteren. Bij beide personen, dus zowel donor als ontvanger, groeien dan (als het hele proces slaagt) de twee levers weer aan tot een normale omvang.
Anders ligt het wanneer het uiterst fijn opgebouwde leverweefsel verwoest wordt en overwoekerd wordt door bindweefsel. Zo'n verschrompeling van de lever (cirrose) kan zeer veel verschillende oorzaken hebben, waaronder alcoholisme, virale hepatitis (waaronder met name hepatitis B en C), ijzerstapeling (hemochromatose), auto-immuunhepatitis en nog vele andere oorzaken.

## Lever als voedsel
De lever van verschillende dieren wordt door mensen geconsumeerd en geldt vaak als delicatesse. Bekend is vooral de foie gras (ganzenlever) en leverpastei (gemaakt van varkenslever), maar ook kippenlevers en runderlevers worden voor consumptie gebruikt. Lever heeft meestal een sterke typische geur en smaak die lang niet iedereen kan waarderen.
In de lever worden echter ook schadelijke en giftige stoffen opgeslagen die het lichaam niet kan uitscheiden en daarom is het beter niet te vaak lever te eten. IJsberenlever bevat zoveel vitamine A dat het giftig is voor menselijke consumptie, iets dat poolreizigers tot hun schade hebben ondervonden.